# II-34
Die II-34 (bulgarisch Републикански път ІІ-34 Republikanski pat II-34, „Republikstraße II-34“) ist eine Hauptstraße (zweiter Ordnung) in Bulgarien.

## Verlauf
Die Straße zweigt nördlich von Griwiza (bulgarisch Гривица) mit einem höhenfrei ausgebauten Knoten in Verlängerung der von Süden und aus Plewen (bulgarisch Плевен) kommenden Straße II-35 von der Straße I-3 (Europastraße 83) nach Norden ab und führt durch die Donautiefebene nach Koilowzi (Коиловци). Von dort führt sie weiter über Metschka (Мечка), Assenowo (Асеново) und Debowo (Дебово). Von dort folgt sie dem Fluss Ossam über Museliewo (Муселиево) in Richtung zur Donau. Sie trifft auf die Straße II-11 und setzt sich am südlichen Donauufer nach Nikopol (bulgarisch Никопол) fort. Dort trifft sie auf die Straße II-52, an der sie endet. Von Nikopol führt eine Donaufähre zum rumänischen Turnu Măgurele und zur rumänischen Straße Drum național 52.